# Gyula Dobay
Gyula Dobay   (Szeged, 18 de novembre de 1937 - Budapest, 11 de juny de 2007) fou un nedador hongarès que va competir sota bandera soviètica durant les dècades de 1950 i 1960. Era especialista en estil lliure.
Durant la seva carrera esportiva va prendre part en tres edicions dels Jocs Olímpics d'Estiu, el 1956, 1960 i 1964. El millor resultat fou la cinquena posició en els 100 metres lliures el 1960. Després dels Jocs Olímpics de 1956 va desertar a causa de la invasió soviètica d'Hongria i va marxar als Estats Units, on va viure durant 16 mesos, però en no va trobar una feina estable va tornar a Hongria. Després de retirar-se va dirigir una botiga d'esports a Budapest.
En el seu palmarès destaquen dues medalles de bronze al Campionat d'Europa de natació de 1958.